# (77) Frigga
(77) Frigga ist ein Asteroid des mittleren Hauptgürtels, der am 12. November 1862 vom deutsch-US-amerikanischen Astronomen Christian Heinrich Friedrich Peters am Litchfield Observatory in New York entdeckt wurde.
Der Asteroid wurde benannt nach Frigga, in der nordischen Mythologie Göttin und Königin aller Götter. Frigga ist die Gemahlin Odins. Der Entdecker stellte nach der kurz zuvor stattgefundenen Entdeckung von (76) Freia fest: „Für diesen Planeten erlaube ich mir den Namen Frigga vorzuschlagen, da Frigga und Freia in der nordischen Mythologie so haufig in Gesellschaft sich finden…“

## Wissenschaftliche Auswertung
Mit Daten radiometrischer Beobachtungen im Infraroten am Kitt-Peak-Nationalobservatorium in Arizona vom September 1975 wurden für (77) Frigga erstmals Werte für den Durchmesser und die Albedo von 67 km und 0,11 bestimmt. Aus Ergebnissen der IRAS Minor Planet Survey (IMPS) wurden 1992 Angaben zu Durchmesser und Albedo für zahlreiche Asteroiden abgeleitet, darunter auch (77) Frigga, für die damals Werte von 69,3 km bzw. 0,14 erhalten wurden. Radarastronomische Messungen wurden durchgeführt am 17. Dezember 2011 und vom 26. bis 28. Januar 2012 am Arecibo-Observatorium bei 2,38 GHz. Die Abschätzungen des Durchmessers führten zu einem effektiven Wert von 68 ± 4 km bei einer visuellen Albedo von 0,15. Die Radarechos wiesen auf einen geringen bis mittleren Metallgehalt in der Oberflächenschicht hin. Eine Auswertung von Beobachtungen durch das Projekt NEOWISE im nahen Infrarot führte 2011 zu vorläufigen Werten für den Durchmesser und die Albedo im sichtbaren Bereich von 67,2 km bzw. 0,15. Ein Vergleich von Daten, die von 1978 bis 2011 an der Sternwarte Ondřejov in Tschechien und am Table Mountain Observatory in Kalifornien gesammelt wurden, mit den Daten von NEOWISE bestätigte 2012 diese Werte. Nachdem die Werte nach neuen Messungen mit NEOWISE 2012 auf 62,4 km bzw. 0,18 korrigiert worden waren, wurden sie 2014 auf 61,4 km bzw. 0,23 geändert. Nach der Reaktivierung von NEOWISE im Jahr 2013 und Registrierung neuer Daten wurden die Werte 2016 mit 69,3 km bzw. 0,14 angegeben, diese Angaben beinhalten aber hohe Unsicherheiten.
Spektroskopische Beobachtungen von (77) Frigga am 4. und 6. Mai 1997 mit dem Photopolarimeter ISOPHOT des Weltraumteleskops Infrared Space Observatory (ISO) wurden zu einem Durchmesser von 70 ± 4 km ausgewertet. Das Spektrum konnte keinem bekannten Material zugeordnet werden, nur eine schwache Übereinstimmung mit Winonaiten konnte abgeleitet werden. Eine Beobachtung mit dem Spektrographen SPEX der Infrared Telescope Facility (IRTF) am Mauna-Kea-Observatorium auf Hawaiʻi am 23. Januar 2007 zeigte ein rötliches Spektrum ohne Besonderheiten oder Absorptionslinien. Dies weist auf das Fehlen von eisenhaltigen Mineralen hin.
Photometrische Beobachtungen von (77) Frigga fanden erstmals statt am 30. und 31. Oktober 1980 am Osservatorio Astronomico di Torino in Italien. Unter der Annahme einer komplexeren Lichtkurve wurde auf eine Rotationsperiode des Asteroiden von 9,00 h geschlossen. Zur selben Zeit begannen auch Messungen vom 30. Oktober bis 15. Dezember 1980 am Table Mountain Observatory in Kalifornien. Die Messwerte aus acht Beobachtungsnächten konnten in der Auswertung mit denen aus Turin kombiniert werden und führten zu einer Rotationsperiode von 8,999 h. Eine weitere Beobachtung geschah vom 17. bis 24. März 1982 am La-Silla-Observatorium in Chile. Aus der in acht Nächten aufgezeichneten Lichtkurve konnte jedoch keine eindeutige Bestimmung der Rotationsperiode erfolgen. Neben einer möglichen Periode von 18,024 h wurde in der Auswertung eher eine kürzere Periode von 9,012 h bevorzugt.
Eine neue Beobachtung vom 19. April 1991 am La-Silla-Observatorium führte zu einer Rotationsperiode von 9,012 h, während Beobachtungen vom 12. bis 14. November 1993 am selben Observatorium Daten lieferten, die zwar passend zu einer Periode von etwa 9 h waren, jedoch keine Bestimmung einer Polachse ermöglichten. Dagegen konnte bei photometrischen Messungen in zehn Nächten von 6. September bis 6. November 1997 an der Außenstelle Tshuhujiw des Charkiw-Observatoriums in der Ukraine und am Krim-Observatorium in Simejis wieder eine Rotationsperiode von 8,999 h abgeleitet werden. Bei einer Beobachtung von (77) Frigga vom 29. bis 31. Januar 2012 am Palmer Divide Observatory in Colorado, die zur Unterstützung einer gleichzeitig stattfindenden radarastronomischen Untersuchung (siehe oben) erbeten worden war, wurde eine Rotationsperiode von 9,002 h festgestellt.
Abschätzungen von Masse und Dichte für den Asteroiden (77) Frigga aufgrund von gravitativen Beeinflussungen auf Testkörper hatten in einer Untersuchung von 2012 zu keinen sinnvollen Ergebnissen geführt.